# Panico al villaggio
Panico al villaggio (Panique au village) è un film del 2009 diretto da Stéphane Aubier e Vincent Patar, basato sulla serie animata Matti da legare.
I due registi sono anche partecipi nel doppiaggio dando la voce a due dei tre personaggi principali.

## Trama
Due giocattoli di plastica, un cowboy e un pellerossa, dal carattere burlone e cordiale, convivono con cavallo (un altro giocattolo) in una casa di mattoni sopra una collinetta. Vicino a loro abita Steven, dal carattere un po' burbero, con la moglie. Essi gestiscono una fattoria, che accoglie numerosi animali. Infine nel bivio, che collega le due case, abita in una sorta di capannetta un poliziotto.
Il film inizia presentandoci un altro personaggio ricorrente, il postino, che porta i pacchi e le lettere ai vari personaggi. Nel frattempo, Cowboy e Indiano si rendono conto che proprio quel giorno è il compleanno di cavallo, e decidono pertanto di fargli un regalo. Decidono quindi di creare per lui un barbecue. Nell'ordinare i mattoni su Internet, Cowboy posa la tazza di caffè di Indiano sul tasto 0, aumentando il numero dell'ordine da 50 mattoni a 50 milioni. Non accortosi di ciò, Indiano conferma l'ordine.
Dopo poco tempo cominciano ad arrivare centinaia di camion che scaricano i mattoni davanti alla loro casa. Per evitare che Cavallo se ne accorga, nascondono l'enorme numero di mattoni sul tetto della casa, che però durante la notte inevitabilmente crolla, facendo sprofondare la loro abitazione. Dopo aver schiacciato tutto, i mattoni si disperdono per tutta la vallata. Cavallo, arrabbiato con i due amici, li obbliga ad aiutarlo nella ricostruzione della casa, ma qualcosa di strano accade ogni notte: i muri spariscono ogni volta. Chiedendo aiuto al poliziotto, si convincono che c'è un ladro che ruba i muri, e viene accusato Steven, perché in possesso di un macchinario un grado di tranciare ogni cosa. Così il loro vicino viene prontamente messo in galera dal poliziotto, anche se gli altri non sono convinti che Steven sia il reale ladruncolo. Una sera si appostano e aspettano che agisca il malvivente, e notano che delle figure stanno scappando con il loro muro. Senza perdere tempo, si mettono subito all'inseguimento dei tre individui, che si riveleranno essere una sorta di sub.

## Produzione
Panico al villaggio è stato realizzato in 260 giorni nei pressi di Bruxelles, utilizzando 1500 giocattoli di plastica.

## Critica
Il film ha ottenuto recensioni molto positive dalla critica, facendo registrare un indice superiore all'ottanta percento sul noto aggregatore di recensioni Rotten Tomatoes. L'opera è stata anche inclusa nella selezione ufficiale del Festival di Cannes 2009 (primo film in stop-motion a partecipare alla rassegna).

## Riconoscimenti
- 2009 – Méliès d'argento
- 2011 – Premio Magritte
  - Miglior sonoro
  - Migliore scenografia
  - Candidatura a migliore colonna sonora a Bernard Plouvier